# Когорно (Ђенова)
Когорно (итал. Cogorno) је насеље у Италији у округу Ђенова, региону Лигурија.
Према процени из 2011. у насељу је живело 665 становника. Насеље се налази на надморској висини од 215 м.

## Становништво
| 1931. | 1936. | 1951. | 1961. | 1971. | 1981. | 1991. | 2001. | 2011. |
| ----- | ----- | ----- | ----- | ----- | ----- | ----- | ----- | ----- |
| 2.735 | 2.732 | 2.711 | 2.779 | 3.423 | 5.337 | 5.351 | 5.296 | 5.641 |